# Église Saint-Mayeul de Cipières
L'église Saint-Mayeul est une église catholique située à Cipières, en France.

## Localisation
L'église est située dans le département français des Alpes-Maritimes, sur la commune de Cipières.

## Historique
Une église est citée à Cipières, en 1158. En 1152, un Pons de Cipières est cité comme témoin d'un arbitrage. Le premier château de Cipières pourrait donc dater de la première moitié du XIIe siècle.
Le château est sur la crête tandis que l'église est isolée et a été construite sur une plateforme. Le premier habitat est construit près du château. À partir du XIVe siècle, le village va se déplacer pour se construire sur le versant près de l'église. Au début du XVIe siècle, le village se développe vers l'ouest. Dans la seconde moitié du XVIe siècle, en même temps que l'église est reconstruite, en 1572, se produit un développement du village vers l'est de moindre importance.
La dédicace de l'église à saint Mayeul est attestée depuis le début du XIVe siècle.
Le clocher est reconstruit entre 1743 et 1750. Le campanile qui se trouve au sommet du clocher est daté de 1750.
L'édifice est inscrit au titre des monuments historiques le 4 janvier 1989.

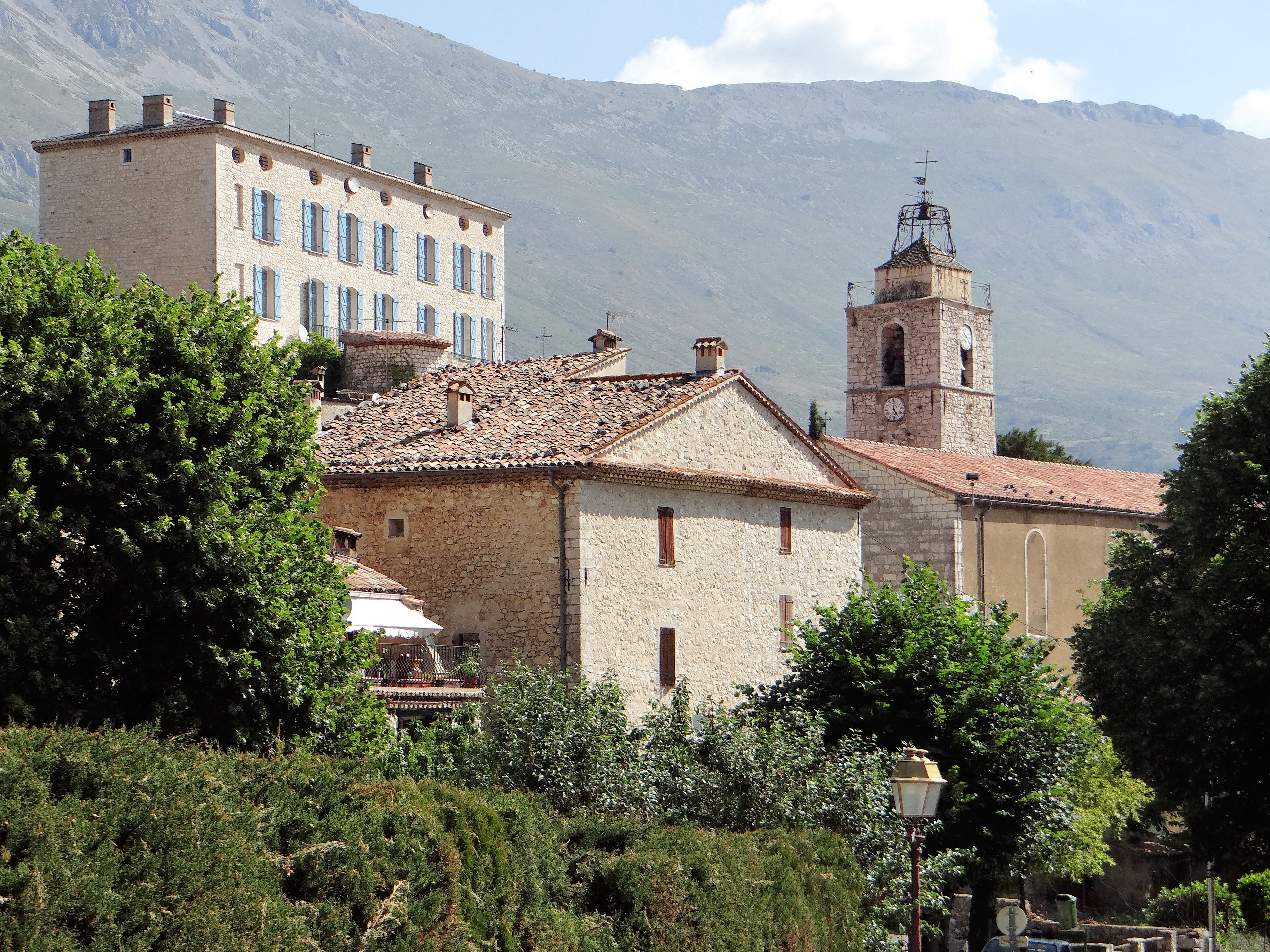
Le château reconstruit au XVIIe siècle dominant l'église et le village.
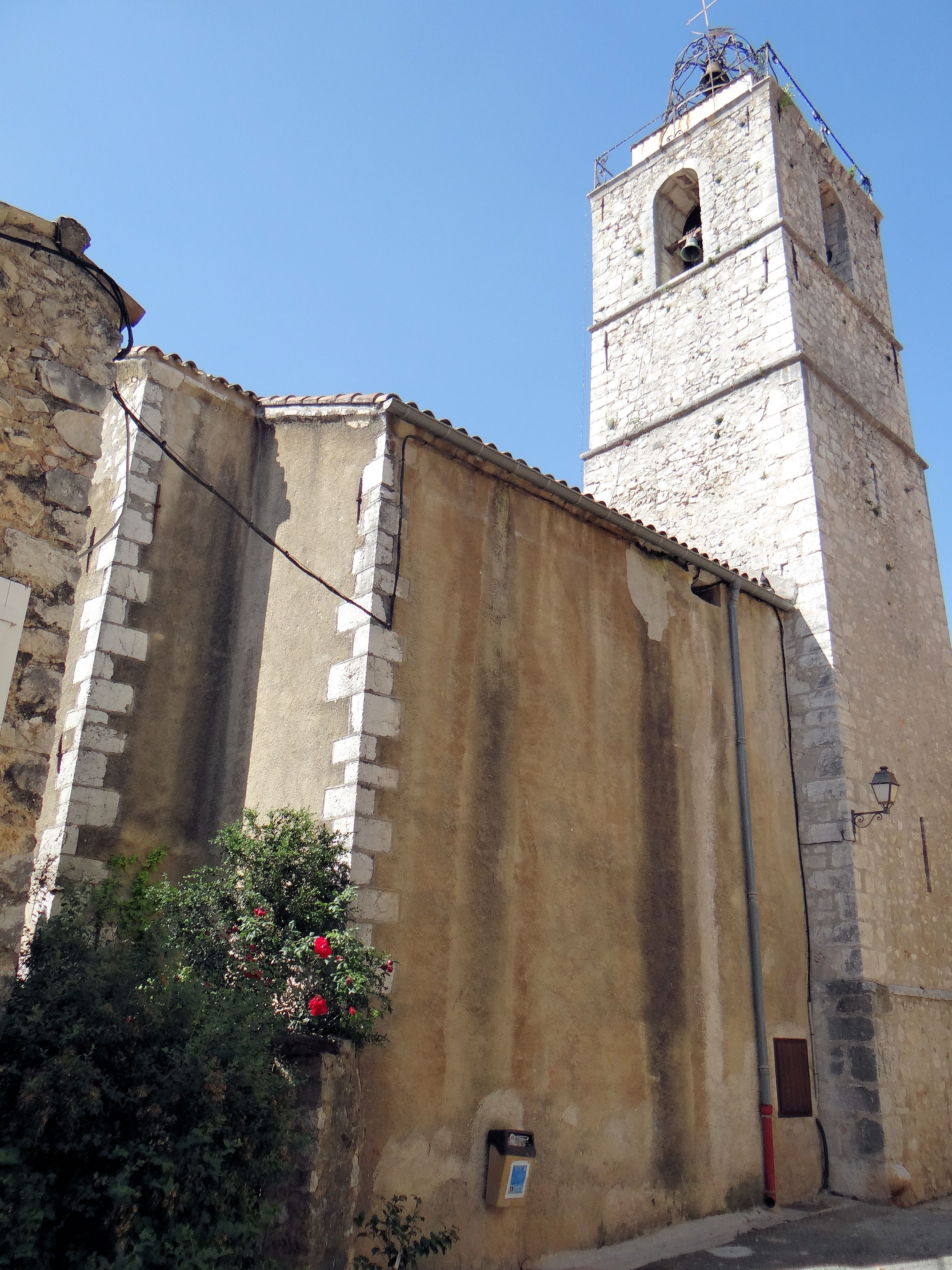
Le clocher.
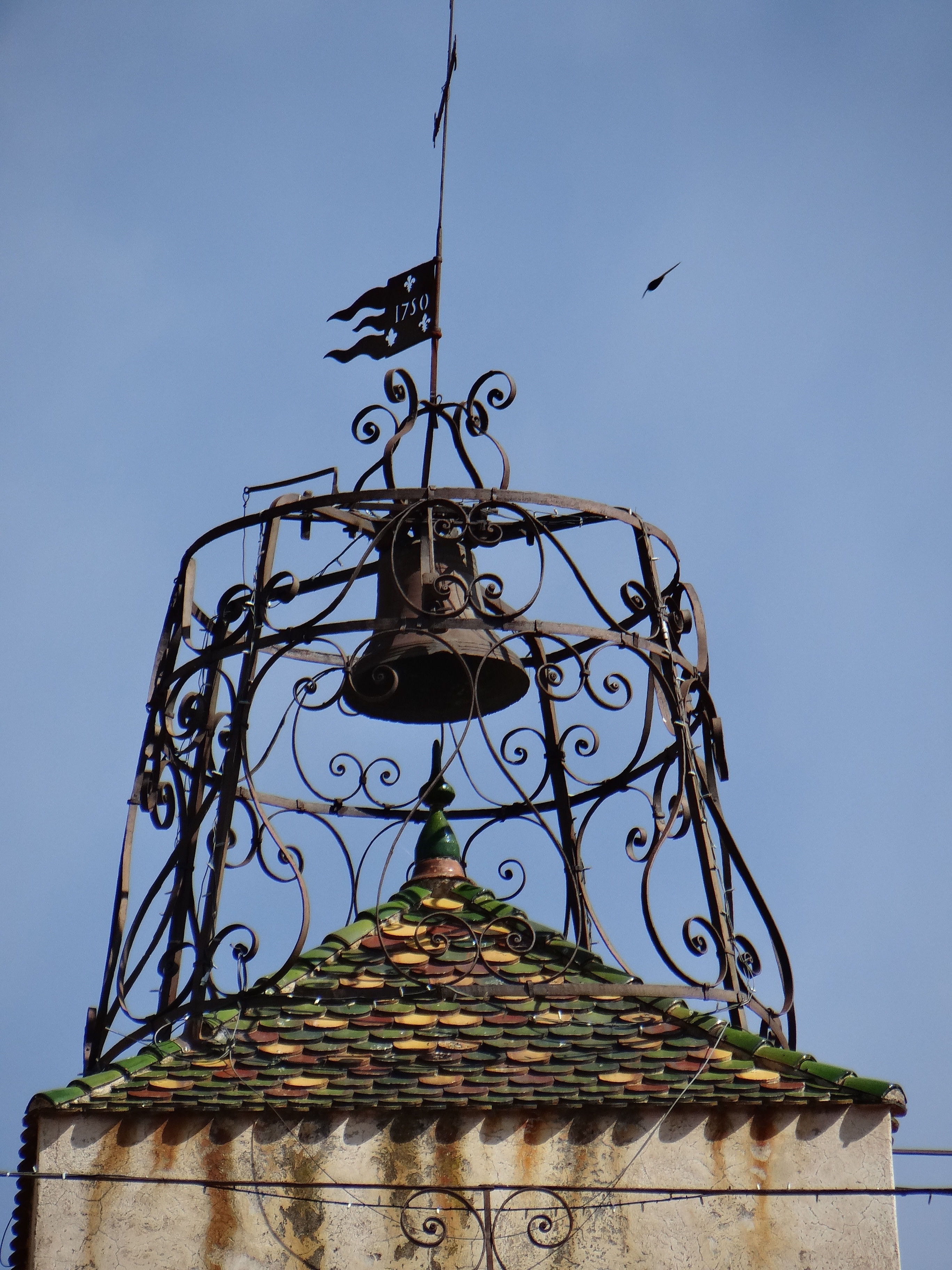
Campanile de 1750.

## Mobilier
L'église a possédé plusieurs reliquaires. 
Le reliquaire de la croix de saint Nicomède possédait une fiole dans laquelle l'évêque de Vence, Antoine Godeau, certifia quelle contenait du lait de la Vierge.
Il ne reste plus dans l'église que le reliquaire du chef de saint Mayeul et le bras d'argent contenant un de ses doigts orné d'une bague garnie d'une pierre. Un autre prélat a certifié que cette pierre était un morceau du temple de Jérusalem.
La base Palissy donne la liste du mobilier inscrit ou classé au titre des objets.